# 京都光華中学校・高等学校
京都光華中学校・高等学校（きょうとこうかちゅうがっこう・こうとうがっこう）は、京都府京都市右京区西京極野田町にある、学校法人光華女子学園が運営する真宗大谷派（東本願寺）の仏教系私立の女子校である。
1940年に東本願寺大谷智子裏方（昭和天皇妃香淳皇后の妹・明仁上皇の叔母）の発願によって、宗教的な心を持った女性の育成を目的に設立された。
2002年から茶道・華道・書道などの日本の伝統文化をカリキュラムの中に取り入れて、中学1年では書道・礼法を、中学2年では邦楽・和歌を、3年ではそれに茶道・華道を加え6教科目を学習し、高校ではさらに日舞・着付を加えた7教科目の選択制として学習する。
部活動にも力を入れており、ソフトテニス部・陸上競技部・吹奏楽部・箏曲部などは全国大会レベルでも活躍している。近年は、理数教育や国際教育にも力を入れている。

## 沿革
（沿革節の主要な出典は公式サイト）
- 1940年（昭和15年） - 光華高等女学校として開校。
- 1947年 - 新制中学校となる。
- 1948年 - 新制高等学校となる。
- 2001年（平成13年） - 光華中学校・高等学校から京都光華中学校・高等学校へ校名変更。
- 2003年 - 京都府私立高校魅力ある教育創造モデル事業に採択。
- 2004年 - 文部科学省教育改革推進モデル事業に採択（高等学校）。
- 2005年 - 文部科学省教育改革推進モデル事業に採択（中学校）。
- 2006年
  - 第1回京都私学振興会賞受賞。
  - 中高6年一貫スーパープリムラコース設置。
- 2007年
  - ライラック（総合進学）コースに「保育･福祉プログラム」と「スーパーレディープログラム」を設置、進学支援センターを設置。
  - プリムラ関大コース設置。関西大学とパイロット校締結。
- 2012年
  - 文部科学省委託特別支援総合推進事業に採択。
  - 京都府NIE推進事業実践校に指定。
- 2013年
  - 京都外国語大学と協定書締結。
  - 国立研究開発法人科学技術振興機構(JST)サイエンス・パートナーシップ・プログラム(SPP)に採択(高等学校)。
  - 京都造形芸術大学と協定書締結。
- 2014年
  - 文部科学省外国語教育強化地域拠点事業に採択。
  - 文部科学省発達障害の可能性のある児童生徒に対する早期支援・教職員の専門性向上事業に採択。
- 2015年 - 国立研究開発法人科学技術振興機構(JST)中高生の科学研究実践活動推進プログラムに採択。
- 2016年 - サン・シスト・カレッジ（オーストラリア）と姉妹校協定締結。
- 2017年
  - グローバルプリムラ関大コース設置。
  - 文部科学省発達障害に関する教職員等の理解啓発・専門性向上事業に採択。

## 学科
- 高等学校
  - プリムラ（特別進学）コース
  - ライラック（総合進学）コース
- 中学校
  - プリムラ（特別進学）コース
  - ライラック（総合進学）コース

## 部活動
- 運動部

陸上競技部、ソフトテニス部、バスケットボール部、スキー部、バレーボール部、水泳部、バドミントン部
- 文化部

家庭科部、英語部、軽音楽部、コーラス部、演劇部、華道部、茶道部、文芸部、美術部、放送部、写真部、箏曲部、吹奏楽部、バトントワリング部、マンガ・イラスト部、影絵人形劇部、ダンス部、書道部、和太鼓部
- 同好会

科学同好会、パソコン同好会、卓球同好会、インターアクト同好会、競技かるた同好会

## 交通
- 最寄駅 - 阪急京都本線西京極駅。
  - バスの場合はJR西日本京都駅などから京都市営バス、京都バス、京阪京都交通「光華女子学園前」下車。
  - 京阪七条駅、京都駅八条口、京都リサーチパーク前を経由するシャトルバス「フラワーライン」がある。

## 著名な出身者
- 岡本貴美子 - 陸上競技（短距離走）選手
- 桐山ひとみ（東京都議会議員、元新体操選手）
- 南部敦子 - 陸上競技（短距離走）選手
- 瑠璃花夏（宝塚歌劇団星組娘役）